# Gavião-de-cauda-curta
Buteo brachyurus (Vieillot, 1816), conhecido popularmente como gavião-de-cauda-curta, bútio-de-cauda-curta é uma ave de rapina da América, da família Accipitridae, que inclui também as águias e abutres do Velho Mundo.
Tem cerca de 40 cm de comprimento com uma envergadura de 90 cm. Os machos pesam em média 400 g e as fêmeas 500 g, mas os sexos são indistinguíveis. Tem asas arredondadas e uma cauda larga. Sua voz é um grito estridente. Ocorre nas Américas tropical e subtropical do sudeste do Brasil e norte da Argentina, na América Central e no sul da Flórida. Caça em voo alto, muitas vezes nas fronteiras entre as áreas arborizadas e abertas, alimentando-se principalmente de aves menores.

## Subespécies
São reconhecidas duas subespécies:
- Buteo brachyurus brachyurus (Vieillot, 1816) - ocorre do norte da América do Sul até o Brasil, na Bolívia, no Paraguai e no norte da Argentina;
- Buteo brachyurus fuliginosus (P. L. Sclater, 1858) - ocorre do sul da Flórida nos Estados Unidos da América e leste do México até o Panamá.